# Kabinett Pak Pong-ju I
Das Kabinett Pak Pong-ju ist die nach den Parlamentswahlen 2003 von der Obersten Volksversammlung am 3. September 2003 gewählte Regierung Nordkoreas. Der Ministerratsvorsitzende Pak Pong-ju wurde am 11. April 2007 vom Parlament abgewählt und durch den bisherigen Verkehrsminister Kim Yŏng-il ersetzt.
Die Rolle der Regierung Nordkoreas ist im Vergleich zu anderen Ländern eingeschränkt. Die Regierungsgewalt wird hauptsächlich von der Nationalen Verteidigungskommission unter ihrem Vorsitzenden Kim Jong-il ausgeübt.
| Amt                                                                        | Name            |
| -------------------------------------------------------------------------- | --------------- |
| Vorsitzender des Ministerrates (Ministerpräsident)                         | Pak Pong-ju     |
| Stellvertreter des Vorsitzenden des Ministerrates                          | Kwak Pŏm-gi     |
| Stellvertreter des Vorsitzenden des Ministerrates                          | Ro Tu-ch'ŏl     |
| Stellvertreter des Vorsitzenden des Ministerrates                          | Chŏn Sŭng-hun   |
| Außenminister                                                              | Paek Nam-sun    |
| Minister für Volkssicherheit                                               | Ch'oe Ryong-su  |
| Vorsitzender der Staatlichen Planungskommission                            | Kim Kwang-rin   |
| Minister für Energie- und Kohleindustrie                                   | Chu Tong-il     |
| Minister für Rohstoffindustrie                                             | Ri Kwang-nam    |
| Minister für Metall- und Maschinenbauindustrie                             | Kim Sŭng-hyŏn   |
| Minister für Elektronikindustrie                                           | O Su-yong       |
| Minister für Bauwesen und Baustoffindustrie                                | Cho Yun-hŭi     |
| Minister für Eisenbahnwesen                                                | Kim Yong-sam    |
| Minister für Überlandverkehr und Schifffahrt                               | Kim Yŏng-il     |
| Minister für Agrarwirtschaft                                               | Ri Kyŏng-sik    |
| Minister für Chemische Industrie                                           | Ri Mu-yŏng      |
| Minister für Leichtindustrie                                               | Ri Chu-o        |
| Minister für Außenhandel                                                   | Ri Kwang-gŭn    |
| Minister für Forstwirtschaft                                               | Ri Sang-mu      |
| Minister für Fischereiwirtschaft                                           | Ri Sŏng-un      |
| Minister für Städtebau                                                     | Ch'oe Chong-gŏn |
| Minister für Natur- und Umweltschutz                                       | Chang Il-sŏn    |
| Minister für Staatliche Bauaufsicht                                        | Pae Tal-jun     |
| Minister für Handel                                                        | Ri Yong-sŏn     |
| Minister für Nahrungsmittelbeschaffung und -verwaltung                     | Ch'oe Nam-gyun  |
| Minister für Erziehungswesen                                               | Kim Yong-jin    |
| Minister für Post und Telekommunikation                                    | Ri Kŭm-bŏm      |
| Minister für Kultur                                                        | Ch'oe Ik-kyu    |
| Minister für Finanzen                                                      | Mun Il-bong     |
| Minister für Arbeit                                                        | Ri Wŏn-il       |
| Minister für Gesundheitswesen                                              | Kim Su-hak      |
| Minister für Staatliche Kontrolle                                          | Kim Ŭi-sun      |
| Präsident der Staatlichen Akademie der Wissenschaften                      | Pyŏn Yŏng-rip   |
| Vorsitzender der Staatlichen Lenkungskommission für Körperkultur und Sport | Pak Myŏng-ch'ŏl |
| Präsident der Zentralbank                                                  | Kim Wan-su      |
| Direktor des Staatlichen Statistikamtes                                    | Kim Ch'ang-su   |
| Minister des Sekretariats des Ministerrates                                | Chŏng Mun-san   |